# Nancy Everhard
Nancy Everhard (ur. 30 listopada 1957 roku w Wadsworth) – amerykańska aktorka filmowa i telewizyjna, znana głównie z roli Sharon Hart w serialu Everwood. Jest żoną aktora Toma Amandesa.